# Малайзійське космічне агентство
Малайзійське космічне агентство (малай. Agensi Angkasa Malaysia, Malaysian Space Agency, MYSA) — національне космічне агентство Малайзії. Створене 20 лютого 2019 року Кабінетом міністрів Малайзії шляхом злиття Малайзійського агентства дистанційного зондування і Національного космічного агентства. Функції космічного агентства включають розвиток космічних технологій, збір та обробка супутникових даних, координацію міжнародного співробітництва в космічній галузі.

## Плани космічних запусків
У 2023 році Міністерство науки, технологій та інновацій розробило рекомендації для створення космічного стартового майданчика. Малайзійське космічне агентство співпрацює з російським космічним агентством Роскосмос у розробці стартового майданчика в штаті Сабах. Було проведено техніко-економічне обґрунтування, і Лахад-Дату було визначено як відповідний майданчик для запуску ракет. Лунду і Сематан, розташовані в штаті Саравак, були визначені як місця для майбутніх космічних запусків.